# Зиперсфелд
Зиперсфелд (њем. Sippersfeld) општина је у њемачкој савезној држави Рајна-Палатинат. Једно је од 81 општинског средишта округа Донерсберг. Према процјени из 2010. у општини је живјело 1.173 становника. Посједује регионалну шифру (AGS) 7333071.

## Географски и демографски подаци
Зиперсфелд се налази у савезној држави Рајна-Палатинат у округу Донерсберг. Општина се налази на надморској висини од 302 метра. Површина општине износи 13,2 km². У самом мјесту је, према процјени из 2010. године, живјело 1.173 становника. Просјечна густина становништва износи 89 становника/km².